# Plättchen Twist 'n' Paint
Plättchen Twist 'n' Paint är ett spel för Nintendo Wii som utvecklats av det österrikiska företaget Bplus. Spelet är det första i raden av spel som är tänkta att distribueras digitalt via Wii Software kanalen.